# Canale di Caledonia

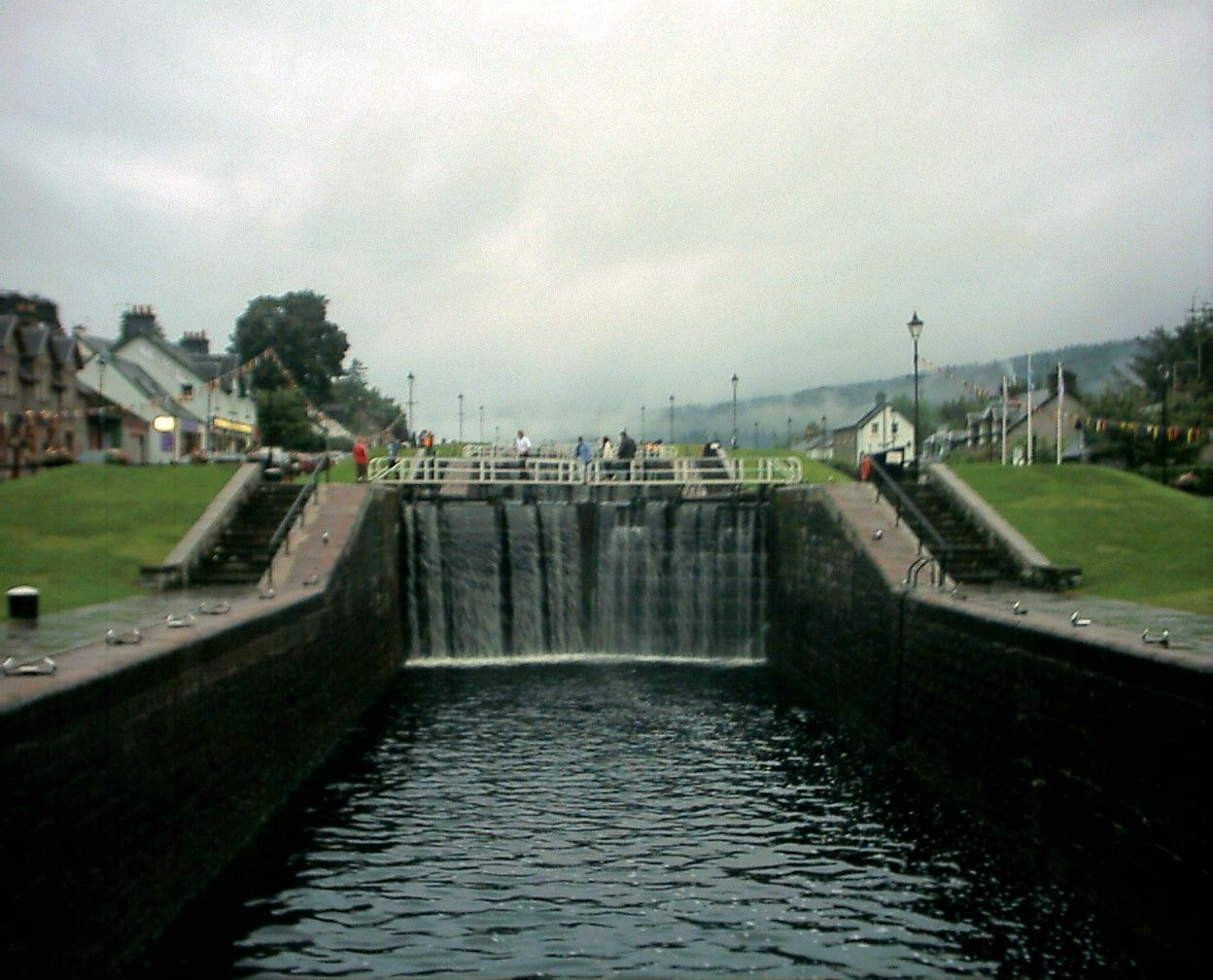
Le chiuse del canale di Caledonia presso Fort Augustus

Il Caledonian Canal o canale di Caledonia è un canale situato in Scozia che collega la costa orientale presso Inverness (mare del Nord) con la costa occidentale a Corpach nei pressi di Fort William (oceano Atlantico).
Il canale è lungo circa 100 km ma solo un terzo circa del suo percorso è artificiale, il resto utilizza infatti i laghi di Loch Dochfour, Loch Ness, Loch Oich e Loch Lochy.
Progettato e costruito durante la prima metà del XIX secolo dall'ingegnere scozzese Thomas Telford, è caratterizzato dalla presenza, sul suo percorso, di 29 chiuse o conche, otto delle quali si trovano in località Banavie e formano la cosiddetta Scalinata di Nettuno.